# ピエタ (ファン・デル・ウェイデン)
『ピエタ』（蘭: De bewening、英: Pietà）は、初期フランドル派の巨匠ロヒール・ファン・デル・ウェイデンが1441年ごろ、オーク板上に油彩で描いた絵画で、ブリュッセルのベルギー王立美術館に所蔵されている。数々の工房作、複製があり、特にロンドン・ナショナル・ギャラリー 、プラド美術館 (マドリード) の工房作、および2013年にナポリのマンゾーニ・コレクションから売却された工房作が知られている。 赤外線、X線による調査で、ブリュッセルにある本作はファン・デル・ウェイデン自身により制作されたことを示唆しているが、工房の助手の関与も否定できない。 年輪年代学分析により、絵画の描かれているオーク板が伐採されたのは1431年で、1441年ごろという制作年を裏付けている。

## 作品

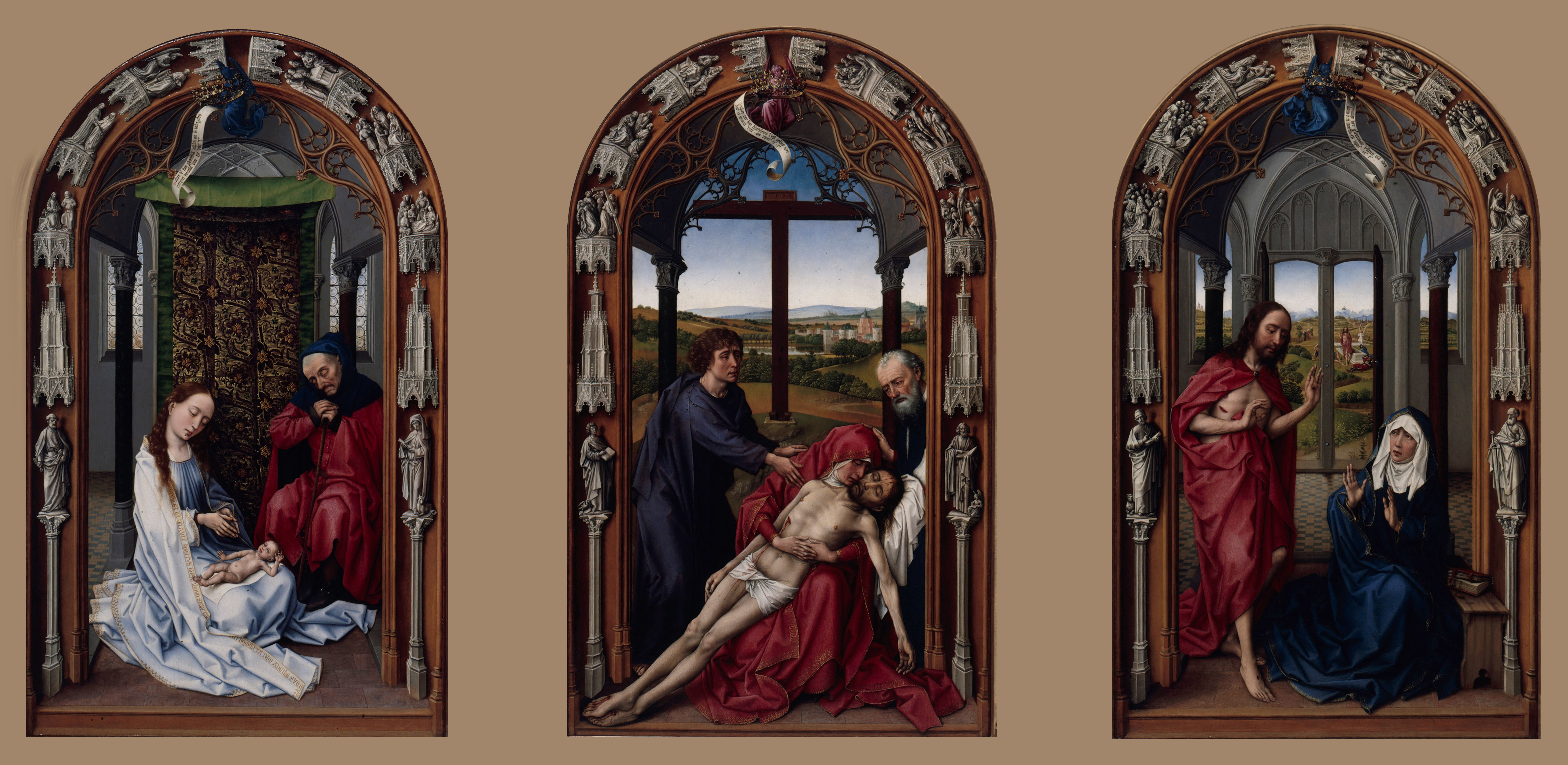
ロヒール・ファン・デル・ウェイデン『ミラフローレスの祭壇画』 (ベルリン絵画館）

本作の構図は、ミラフローレス (スペイン) のカルトジオ会修道院にカスティーリャ王フアン2世が寄進した『ミラフローレスの祭壇画』 (ベルリン絵画館）に着想を得ている。15世紀、信仰に対する新しい感性の表現として「ピエタ」は人気の高い主題であった。悲嘆にくれる聖母マリアはイエス・キリストにすがって慟哭し、福音記者ヨハネがマリアを支えている。
キャンベルとファン・デル・ストック (Campbell & van der Stock) は、本作を『十字架降架』 (プラド美術館) にまったく劣らない技術的、美的習熟を示しているものとし、同様な感情的強さを持ち、同様な堅固に均衡の取れた構図によって制御されていると評している。キリストの屍は『十字架降架』と似た自然な様式で着想され、垂れさがっている腕と力の抜けた指は、ファン・デル・ウェイデンの鋭い観察力に典型的なものである。キリストの手首が目立つくらい引き延ばされているのは、助手の拙さとして説明されてきたが、同様にキリストが十字架に磔になった結果 (ファン・デル・ウェイデンに特徴的な一種の写実的細部表現) である可能性もある。
ブリュッセルにある本作をもとにかなりの数の模倣作品が制作されたが、わずかの作品のみが直接、本作をもとにしているにすぎない。直接的な関連性は、デン・ハーグのラデマケルス (Rademakers) ・コレクション、アントウェルペンのマイヤー・ファン・デン・ベルグ美術館、ナポリのマンゾーニ・コレクション旧蔵の複製にのみ見いだせる。マンゾーニ・コレクション旧蔵の作品は、ブリュッセルの本作の要素をプラド美術館、およびベルリン絵画館にある複製の要素と組み合わせている。
ブリュッセルの本作の左右には福音書記者聖ヨハネとマグダラのマリアが描かれているが、ナショナル・ギャラリー (ロンドン) にある作品には、聖母の左側にライオン (画面左端) を伴った聖ヒエロニムスが、右側には聖ドミニコと思われる人物が描かれている。聖ヒエロニムスの手前にいる寄進者はおそらくジェノヴァの商人で、1469–1470年にブルッヘに居住していたジロラモ・ヴェント (Girolamo Vento、「ジロラモ」はイタリア語で「ヒエロニムス」) である。
プラド美術館の作品にはブリュッセルの本作同様、聖母子の左側に福音書記者聖ヨハネが描かれているが、右側にはブルール家の人物と思われる寄進者が表されている。彼は、贖罪に関する瞑想を行う敬虔なキリスト教として祈りを捧げる者として描かれている。

## 関連作品

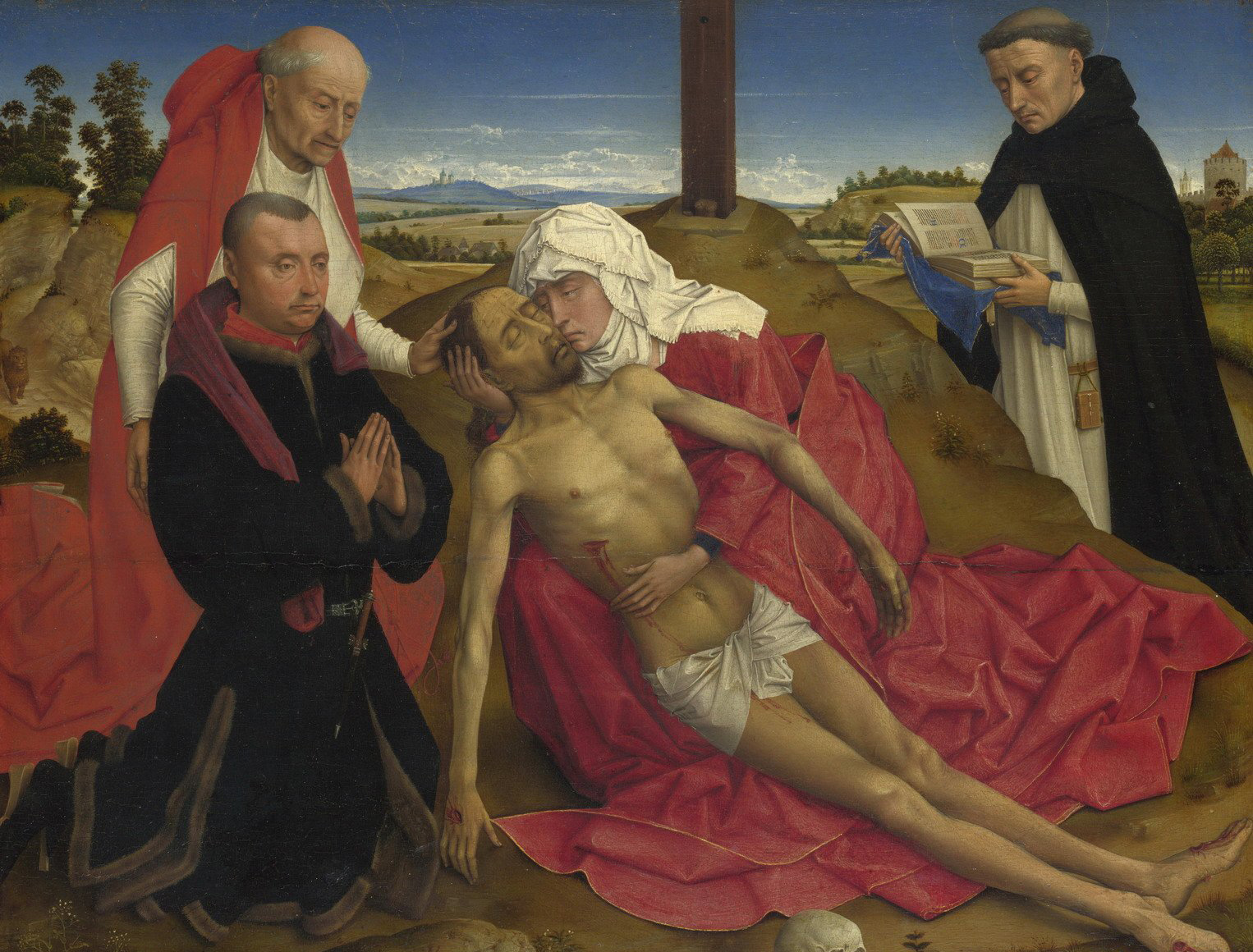
ロヒール・ファン・デル・ウェイデンの工房『ピエタ』、ナショナル・ギャラリー (ロンドン)
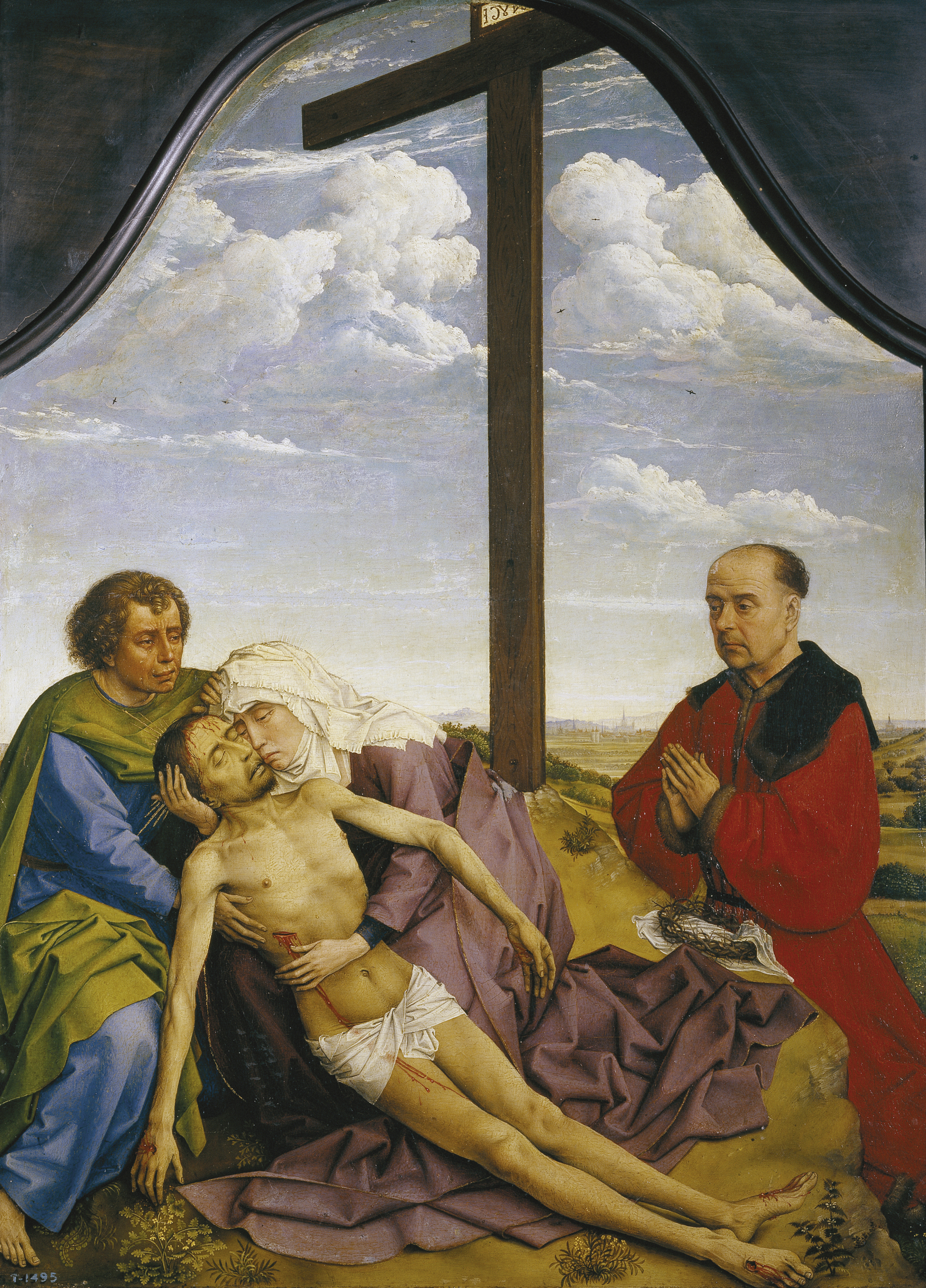
ロヒール・ファン・デル・ウェイデンの工房『ピエタ』プラド美術館 (マドリード)
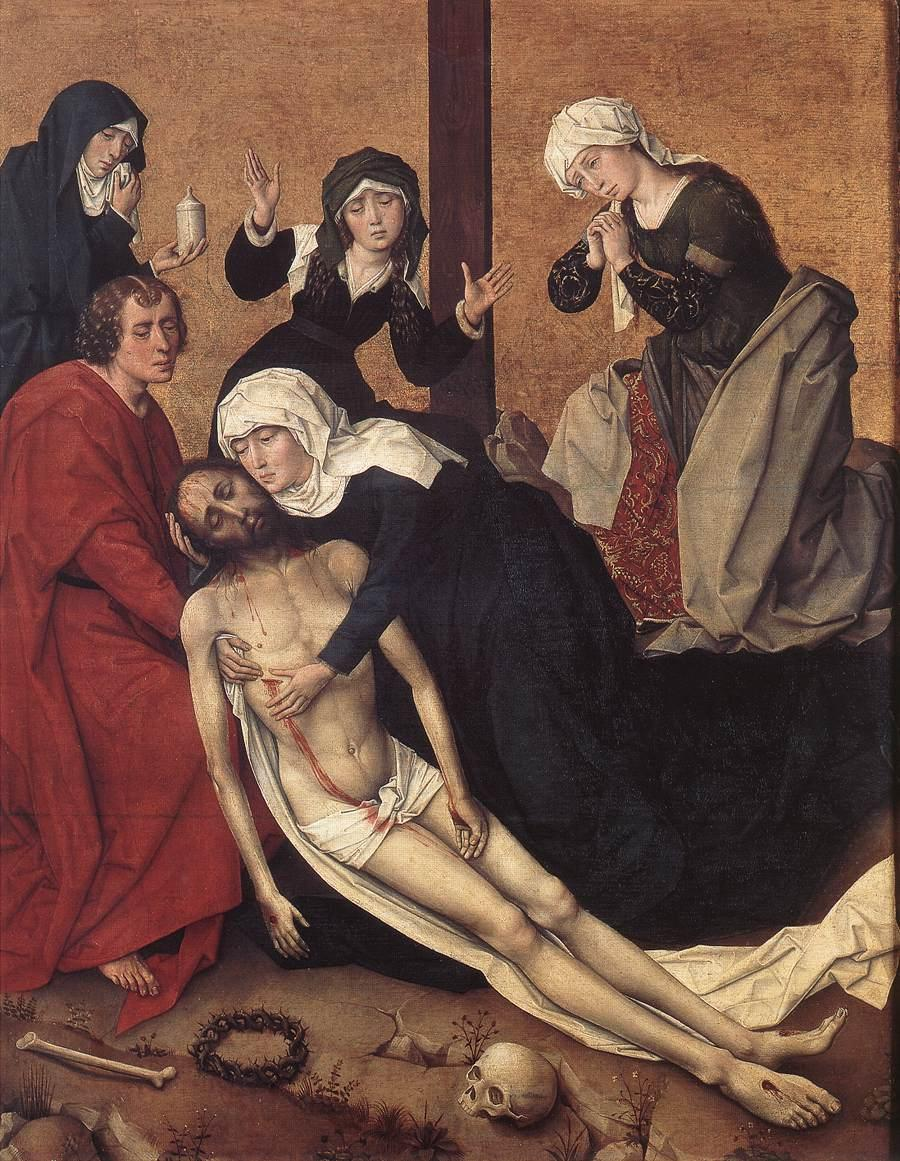
フランケ・ファン・デル・ストックト（英語版） 『キリストの哀悼』、1455–1460年ごろ、マイヤー・ファン・デン・ベルグ美術館 (アントウェルペン)